# ハマボウ
ハマボウ（浜朴・黄槿、学名: Hibiscus hamabo）は、アオイ科フヨウ属の落葉低木。西日本から韓国済州島、奄美大島まで分布し、内湾海岸に自生する塩生植物である。夏に黄色の花を咲かせる。方言呼称にはヒシテバナ（鹿児島市喜入）等がある。

## 名称
和名は「浜辺に生えるホオノキ」の意にとられ、漢字も「浜朴」と書くが、牧野富太郎は「ホウ」の意味を不明とし、「フヨウ」の転訛ではないかとしている。牧野はまた、もう一つの漢字名「黄槿」（黄色のムクゲ）も誤用であろうとしている。中国名は、海濱黃槿。

## 分布と生育環境
分布域は、太平洋側では本州の神奈川県以西から九州を経て奄美大島、日本海側では韓国済州島から長崎県対馬、島根県隠岐諸島以南、南限は奄美大島である。日本海側の北限は嘗て長崎県対馬市佐護、次いで山口県萩市笠山とされてきたが、隠岐諸島の生息地発見で大きく更新された。群落が多いのは九州西部（長崎県から熊本県）および紀伊半島（和歌山県から三重県）のリアス式海岸の入り江だが、他にも大群落が見られる河口や入り江は多い。
河口や内湾など、汽水域の潮間帯上部から潮上帯の砂地や砂泥地に根を下ろす。塩分に強く、満潮時には根元が海水に浸る位置に生えるが、海水が届かない位置にも生える。ヨシ、シオクグ、ハマサジ、メヒルギ等、他の塩生植物とも混生する。人為的なものを除けば海岸から離れて生えることはほぼない。また荒波が打ち寄せる海岸にも見られない。マングローブが発達しない九州以北ではハマジンチョウ、ハマナツメなどと並び特徴的な生態を示す木であり、「半マングローブ植物」とも呼ばれる。

## 形態・生態
落葉広葉樹の低木で、樹高は1 - 3メートル (m) ほどだが、枝はよく分かれ、株の内側はうっそうと茂る。周囲に障害がない所ではしばしば横に広がり、直径5 mほどになる。幹は灰白色から淡褐色で滑らかであるが、縦に浅く裂ける。葉は枝に互生する。直径3 - 8センチメートル (cm) ほどの円に近いハート形で、やや厚く、縁に細かい鋸歯がある。葉の裏や細い枝には灰白色の細毛が密生する。秋から初冬には紅葉し、葉が赤や黄色に変色して落ちるが、実は翌春まで残ることも多い。根は深くないが、倒れてもすぐ発根する。
花期は7 - 8月で、直径7 cm程度の、中心が赤褐色の黄色い花を咲かせる。花の形態は同属のハイビスカス、ムクゲ、フヨウ等に似る。5枚の花弁は付け根から回旋して伸び、中心の赤褐色部は船のスクリューのように見える。花は1日でしぼむが、大きな株は夏季に毎日次々と開花する。果実は蒴果で、褐色の毛が密生する。秋には先端が尖った鶏卵形の実をつけ、中には長さ4 - 5ミリメートル (mm) の豆のような黒褐色の種子が十数個ほどできる。果実の基部には萼片と副萼片がつく。冬木の枝先につく果実には種子が残っていることが多い。種子は海水に浸っても死なずに浮遊し、海を通して分布を広げることができる。
冬芽は裸芽で、枝と共に灰白色の星状毛があり、側芽が枝に互生する。托葉痕は枝を一周する。葉痕は半円形で、維管束痕が3個から数個ほど輪状に並ぶ。

## 人間との関係
木材はキクラゲ原木栽培のホダ木に使われる。嘗ては木材を水中メガネの枠に、皮の繊維をロープに利用した。園芸用に栽培されることもある。

### 減少と保全
現存する個体数は多く、栽培も行われているが、河川改修や海浜部造成のため、良好な群落は減少している。日本の環境省が作成した維管束植物レッドリストでは2012年版に至るまで掲載されていないが、絶滅種、または絶滅危惧種に指定している府県は2014年現在で1府19県に達し、本種の動向が注目されている。このうち大阪府では絶滅したとされている他、嘗て日本海側の北限とされていた長崎県対馬市佐護の群落も河川改修で消滅した。
- 絶滅(EX) - 大阪府[12]
- 絶滅危惧I類（CR+EN） - 千葉県[13]、神奈川県[14]、兵庫県[15]、岡山県[16]、島根県[8]、香川県[17]、徳島県[18]、高知県[19]
- 絶滅危惧II類(VU) - 愛知県[20]、三重県[21]、山口県[22]、愛媛県[23]、福岡県[24]
- 準絶滅危惧(NT) - 和歌山県[25]、佐賀県[26]、長崎県[27]、大分県[28]、宮崎県[29]、鹿児島県[11]

各自治体の条例により、天然記念物、または許可なき採集等を禁じた「希少野生動植物種」として指定される例もある。
| - 神奈川県横須賀市天神島（県指定・1953年） - 静岡県下田市大賀茂川河口（市指定・1969年） - 愛知県田原市堀切（県指定・1955年） - 和歌山県御坊市塩屋（市指定・1980年） - 山口県萩市笠山（市指定・1997年） | - 香川県土庄町小部（町指定・1968年） - 徳島県美波町田井川河口（旧由岐町指定・1989年） - 「長崎県未来につながる環境を守り育てる条例」が指定する「希少野生動植物種」（2009年） - 鹿児島県薩摩川内市川内川河口（旧川内市指定・2000年） - 鹿児島県南さつま市万之瀬川河口（国指定・2008年） |

### 市町村のシンボル指定
シンボルとして指定する市町村もある。
- 徳島県鳴門市の花（1983年）
- 和歌山県御坊市の花木（1994年）
- 福岡県糸島市の花（2011年）[31]
- 長崎県西海市の花木（2009年）
- 熊本県天草市の花（2009年）

## 類似種
オオハマボウ H. tiliaceus L.
屋久島・種子島以南の南西諸島、および小笠原諸島の海岸に生える。高さ4-12mに達する高木で、葉も10-15cmほどと大きい。
モンテンボク（テリハハマボウ、テリハノハマボウ） H. glaber (Matsum. ex Hatt.)Matsum. ex Nakai
小笠原諸島の固有種。高さ10m、時に15mに達する高木。別名に「テリハ（照葉）」とある通り、葉に光沢がある。海岸ではなく山の斜面に生える。花はやや小さい。
サキシマハマボウ Thespesia populnea (L. ) Sol ex Correa
別属だが、海岸性で黄色の花をつける点ではハマボウ等に似ている。琉球諸島から熱帯アジア一帯に分布する。